# Płonki
Płonki [pronunciación en polaco: /ˈpwɔŋki/] es un pueblo en el distrito administrativo de Gmina Kurów, dentro del condado de Puławy, Voivodato de Lublin, en el este de Polonia. Se encuentra aproximadamente 3 kilómetros sureste de Kurów, 17 kilómetros al este de Puławy, y 30 kilómetros al noroeste de la capital regional Lublin.